# Gustav Adolf Bergmann
Gustav Adolf Bergmann (* 6. Mai 1816 in Straßburg; † 20. Mai 1891 ebenda) war ein deutscher Kaufmann und Mitglied des Deutschen Reichstags.

## Leben
Bergmann war Kaufmann im Reedereiwesen und an der Gründung mehrerer Bankinstitute beteiligt.
Von 1877 bis 1878 war er Mitglied des Reichstages für den Wahlkreis Elsaß-Lothringen 8 (Straßburg). Er war elsässischer Autonomist und schloss sich im Reichstag keiner Fraktion an. 1879 wurde er zum Staatsrat von Elsaß-Lothringen ernannt.
Der Sprachwissenschaftler Friedrich Wilhelm Bergmann war sein Bruder.